# Grevillea chrysophaea
Grevillea chrysophaea, en su región de origen se la conoce como  Golden Grevillea, es un arbusto que es endémico de Victoria en Australia.

## Características
Es un arbusto en ocasiones postrado que alcanza entre 0.3 y 2.5 metros de altura. Sus hojas son enteras, oblongo.elípticas o lineales de 1.5 a 6 cm de longitud y  3 a 15 mm de ancho. Las flores son de color amarillo dorado y tienen los estilos rojos o naranjas. Son más prolíficos en el temprano invierno y principios de verano.

## Distribución
Las especies se desarrollan en bosques de eucaliptos y banksia entre Brisbane y Gippsland en el sur de  Victoria.

## Taxonomía
Grevillea chrysophaea fue descrita por F.Muell. ex Meisn. y publicado en Linnaea26: 357. 1854.
Etimología
Grevillea, el nombre del género fue nombrado en honor de Charles Francis Greville, cofoundador de la Royal Horticultural Society.
chrysophaea, el epíteto latíno que significa "dorado oscuro"
Sinonimia
- Grevillea chrysophaea var. chrysophaea
- Grevillea chrysophaea var. canescens H.B.Will.
- Grevillea floribunda R.Br.
- Grevillea celata Molyneux[2]